# Wauwatosa
Wauwatosa é uma cidade localizada no estado norte-americano do Wisconsin, no Condado de Milwaukee.

## Demografia
Segundo o censo norte-americano de 2000, a sua população era de 47.271 habitantes.
Em 2006, foi estimada uma população de 44.798, um decréscimo de 2473 (-5.2%).

## Geografia
De acordo com o United States Census Bureau tem uma área de 34,3 km², dos quais 34,3 km² cobertos por terra e 0,0 km² cobertos por água. Wauwatosa localiza-se a aproximadamente 205 m acima do nível do mar.

## Localidades na vizinhança
O diagrama seguinte representa as localidades num raio de 8 km ao redor de Wauwatosa.